# Klabund
Klabund (Krosno Odrzańskie, 4 de novembro de 1890 – Davos, Suíça, 14 de agosto de 1928), pseudônimo do escritor alemão Alfred Henschke. O nome é a composicao de "Klabautermann" com "Vagabund".

## Obras
Além de livros de poesias, Klabund escreveu várias novelas. Entre as suas últimas obras, encontra-se o drama Cromwell (1926).
Klabund escreveu 25 dramas e 14 romances, muitos deles ligados à temas históricos.
Ele deixou uma coleção de 21 volumes de poesias.
- Moreau, Berlin 1916
- Die Krankheit, Berlin 1917
- Mohammed, Berlin 1917
- Bracke, Berlin 1918
- Franziskus, Berlin 1921
- Spuk, Berlin 1922
- Pjotr, Berlin 1923
- Borgia, Wien 1928
- Rasputin, Wien 1929
- Roman eines jungen Mannes, Wien 1929
- Irene
- Chinesische Lyrik
- Der Kreidekreis
- Cromwell, 1926

Marianne Kesting editou em 1930 a colecao completa, a "Gesammelte Werke" de Klabund.